# Valatie
Valatie es una villa ubicada en el condado de Columbia en el estado estadounidense de Nueva York. En el año 2000 tenía una población de 1,712 habitantes y una densidad poblacional de 536 personas por km².

## Geografía
Valatie se encuentra ubicada en las coordenadas 42°24′50″N 73°40′39″O / 42.41389, -73.67750.

## Demografía
Según la Oficina del Censo en 2000 los ingresos medios por hogar en la localidad eran de $44,375, y los ingresos medios por familia eran $51,563. Los hombres tenían unos ingresos medios de $34,500 frente a los $26,875 para las mujeres. La renta per cápita para la localidad era de $16,650. Alrededor del 10.5% de la población estaban por debajo del umbral de pobreza.